# Библиотека „Силвије Страхимир Крањчевић” у Теслићу
Библиотека „Силвије Страхимир Крањчевић” представља културну омладинску установу на простору општине Теслић као значајн фактор у култури и образовању хрвата на овим просторима. Ова библиотека и читаоница је релативно млада зато што је основана тек 2012. године.

## Библиотека данас
Оснивање ове библиотеке је директно повезано са радом хрватског удружења "Наше огњиште" из Теслића. Наиме, ради се удружењу које је основано још 2012. године са циљем заштите и промоције права хрвата на подручју опшине Теслић, те унапређења суживота с осталим грађанима овог подручју.
У реализацији те визије данас у склопу ове организације ради и библиотека под именом Библиотека „Силвије Страхимир Крањчевић, која носи име по хрватском књижевнику Силвију Страхимиру Крњачевићу. Да је развој ове билиотеке још у почетку говори и то да су тек 2016. године опремили просторије са компјутерском опремом, која им је омогућила бржи и бољи развој и учење кроз забавне садржаје и одржавањае разних семинара. Та донација је била поклон Конзума из БиХ.